# Luciano D'Alessandro
Luciano D'Alessandro González (El Tigre, 24 de janeiro de 1977) é um ator e modelo venezuelano-colombiano conhecido por seu trabalho em várias novelas venezuelanas e colombianas.

## Biografia
Luciano D'Alessandro nasceu em 24 de janeiro de 1977 na cidade de El Tigre, no estado venezuelano de Anzoátegui. Aos 16 anos concluiu o ensino médio no Lycée Dr. José Rafael Revenga e seguiu para a cidade de Macaray para estudar Engenharia de Sistemas. Mais tarde, ele descobriu sua verdadeira paixão pela atuação e se mudou para Caracas, onde começou a assistir a castings para programas de televisão e comerciais. Estudou teatro e música com a professora Natalia Martínez, o que lhe deu a oportunidade de ingressar na academia de atuação da RCTV. Seu papel de rápida atuação foi na novela da Venevisión Muñeca de trapo.
Seu primeiro papel de protagonista veio em 2005 na novela da RCTV Amor a Palos.
Luciano também participou de peças de teatro como Hércules , Hollywood Style e Estás Ahí .
Luciano atualmente reside em Bogotá, Colômbia.

## Filmografia

### Televisão
| Ano       | Título                                | Personagem                  | Notas                             |
| --------- | ------------------------------------- | --------------------------- | --------------------------------- |
| 2000      | Muñeca de trapo                       | Daniel                      |                                   |
| 2001      | A calzón quita'o                      | Abel Ferrer                 |                                   |
| 2004      | Estrambótica Anastasia                | Santiago Borosfky Samaniego |                                   |
| 2005      | Amor a palos                          | Juan Marco Coronel          |                                   |
| 2006      | Te tengo en salsa                     | Carlos Raúl Perroni Montiel |                                   |
| 2007      | Mi gorda bella                        | Román Fonseca               |                                   |
| 2008      | Torrente                              | Reinaldo Gabaldón Leal      |                                   |
| 2008      | Los caballeros las prefieren brutas   | Ricaldo Altunez             | Episódio: "¿Sexo, placer o amor?" |
| 2010      | Secretos de familia                   | Alejandro Valencia          |                                   |
| 2011      | La viuda joven                        | Christian Humboldt          |                                   |
| 2012      | Mi ex me tiene ganas                  | Alonso Prada                |                                   |
| 2013–2014 | De todas maneras Rosa                 | Felisberto Macho Vergara    |                                   |
| 2015      | Celia                                 | Alberto Blanco              |                                   |
| 2016      | La esclava blanca                     | Alonso Márquez              |                                   |
| 2016–2019 | La ley del corazón                    | Pablo Domínguez             | Papel principal                   |
| 2019      | Decisiones: Unos ganan, otros pierden | Guillermo                   | Episódio: "Sueño en tinieblas"    |
| 2020      | Operación pacífico                    | Jorge Camacho               | Papel principal                   |